# Custer, and Other Poems

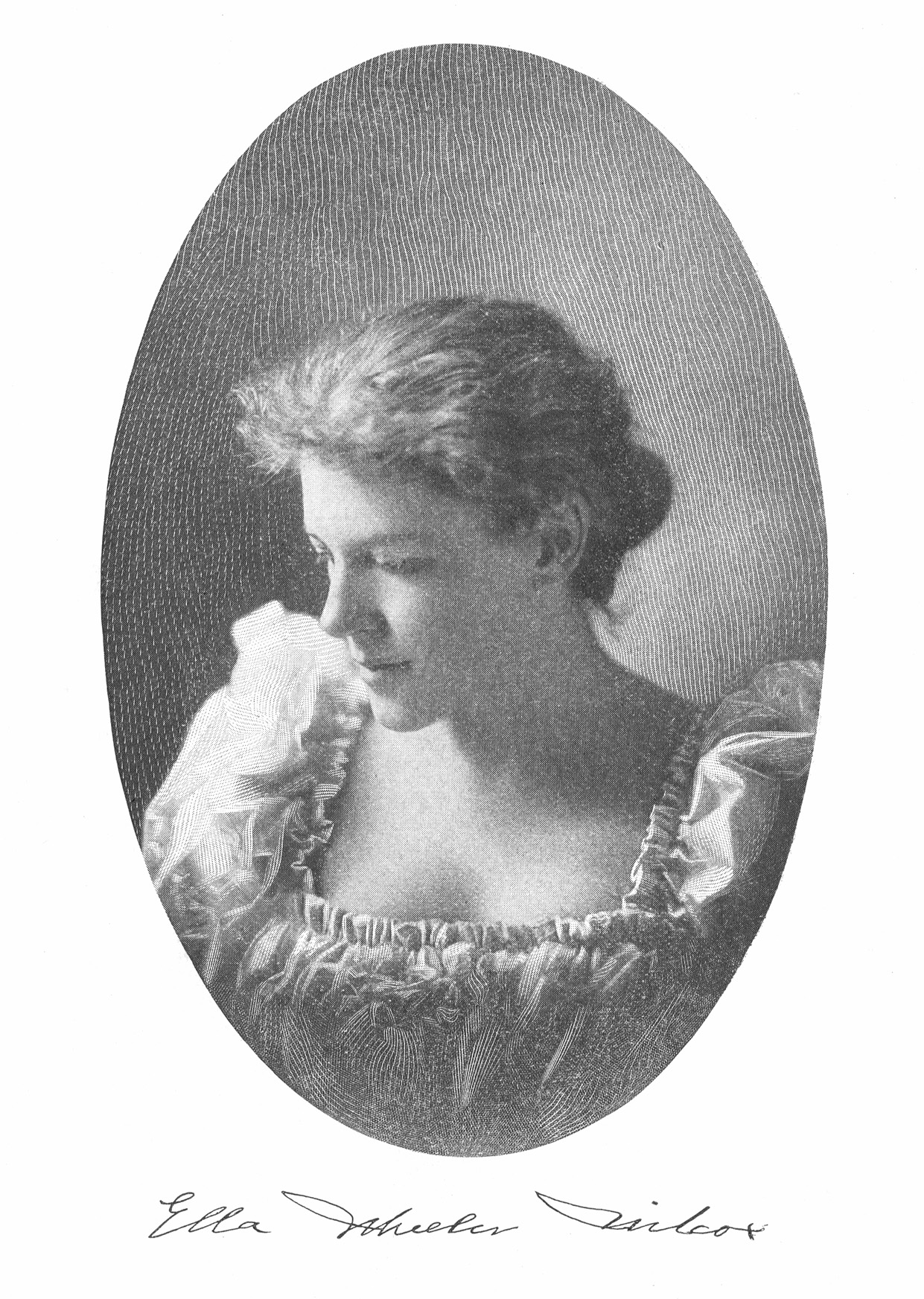
Portret autorki z 1896

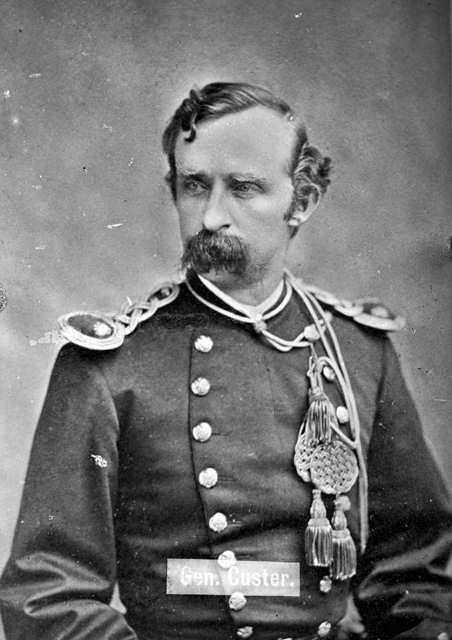
Bohaterem poematu Elli Wheeler Wilcox "Custer" jest generał George Armstrong Custer (1839-1876), który zginął w bitwie z Indianami nad Little Bighorn

Custer, and Other Poems – tomik wierszy amerykańskiej poetki Elli Wheeler Wilcox opublikowany w 1896. 

## Zawartość
Tomik zawiera 55 wierszy lirycznych i epigramatów i poemat bohaterski Custer. W zbiorku znalazły się między innymi utwory The World's Need, High Noon, Transformation, Thought-Magnets, Smiles, The Universal Route, Earthly Pride, Unanswered Prayers, Thanksgiving, A Maiden To Her Mirror, The Kettle, Contrasts, Thy Ship, The Tryst i Life, jak również A Marine Etching, The Duel, "Love Thyself Last", Christmas Fancies, The River, Sorry, The Old Wooden Cradle, Ambition's Trail, The Traveled Man, The Tulip Bed At Greeley Square, Will i To An Astrologer. Obok nich w skład tomu weszły sonety The Undiscovered Country, Uncontrolled, Unconquered i The Optimist oraz sonetystyczna dylogia Two Nights. (Suggested by the lives of Napoleon and Josephine.). Szczególnie kunsztowna jest Sestina.